# François Ferrière
François Ferrière né à Genève le 11 juillet 1752 et mort à Morges  le 25 décembre 1839 est un  peintre, miniaturiste et graveur suisse.

## Biographie
François Ferrière est le fils de Jean-Claude Ferrière, maître horloger et époux de Marie-Antoinette Reboul. À 12 ans il entre à l’École publique de dessin à Genève et suit des cours avec Jean-Étienne Liotard. Il est ami avec Louis-Ami Arlaud-Jurine. Il part à Paris et poursuit sa formation à l’Académie royale de peinture et de sculpture auprès de Joseph-Marie Vien jusqu’en 1770. De retour à Genève, il s'occupe de la restauration de 70 tableaux de la Bibliothèque de Genève et donne des cours à l’École de dessin. Il se marie et a quatre enfants. Son fils Louis Ferrière est un portraitiste en miniature.
Il fuit la Révolution et part vivre en Angleterre. Il se fait connaître comme peintre de portraits en miniature, travaille pour la famille royale et expose régulièrement à la Royal Academy de Londres.
En 1804, il s’installe à Saint-Pétersbourg. Il peint notamment le portrait de plusieurs membres de la famille impériale et s’occupe de la restauration de tableaux de maîtres. Il part ensuite à Moscou où il perd toute sa fortune et ses collections dans un incendie. Il retourne en Angleterre pendant quelques années, puis rentre en Suisse en 1821.

## Collections publiques
- États-Unis

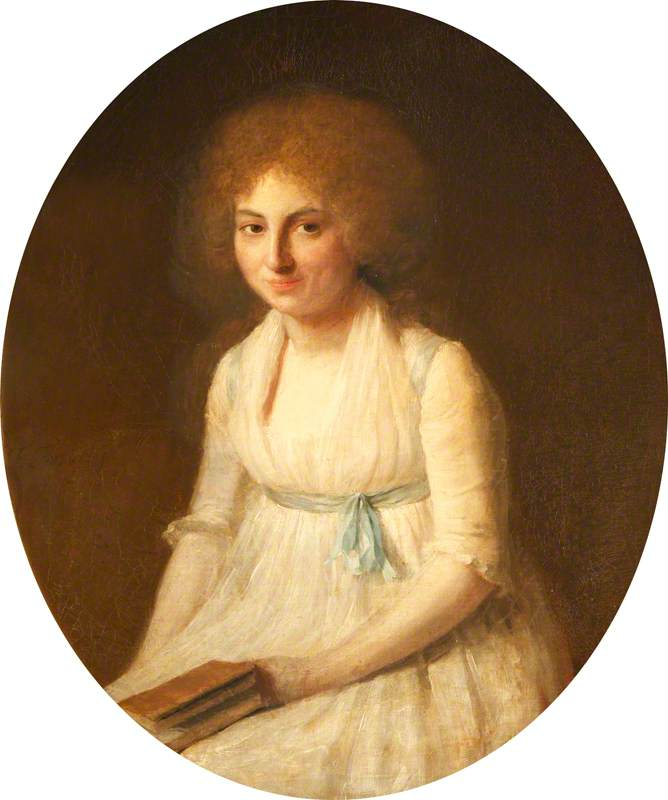
Sarah Syprut de Gabay Villa Real, Mrs Benjamin D'Israeli (1742-1825), 1796, Hughenden Valley, Hughenden Manor.

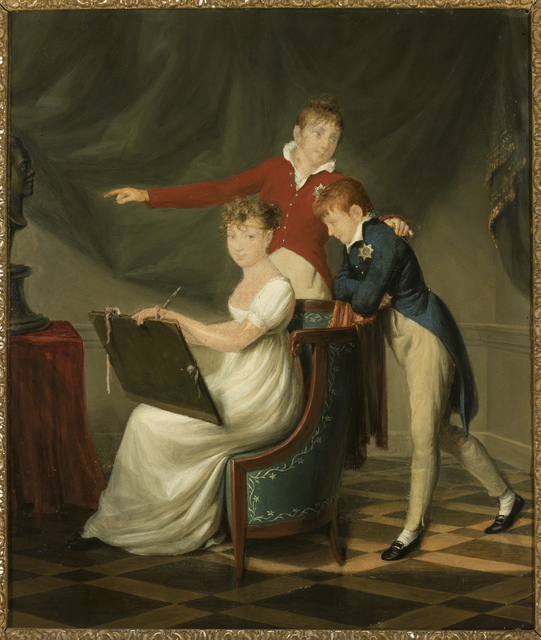
Portrait d'Anna Pavlovna, du futur Nicolas Ier et Michel Pavlovitch, enfants du tsar Paul Ier, 1806, Baarn, palais de Soestdijk.

  - Cincinnati, Cincinnati Art Museum.
- France
  - Lyon, musée des Beaux-Arts.
  - Paris :
    - musée Cognacq-Jay[1] ;
    - musée du Louvre[2].
- Pays-Bas
  - La Haye, Maison d'Orange-Nassau[Où ?].
- Royaume-Uni
  - Londres, Victoria and Albert Museum[3].
  - Édimbourg :
    - Galerie nationale d'Écosse[4] ;
    - Scottish National Portrait Gallery[4].
- Suède
  - Stockholm, Nationalmuseum[5]
- Suisse
  - Genève :
    - Bibliothèque de Genève[6] ;
    - musée d'Art et d'Histoire[7].

  - La Sarraz, château de La Sarraz.
  - Morges, musée Alexis-Forel.
  - Winterthour, Sammlung Briner und Kern (de).

## Expositions
- 1789 : Genève, Salon de la Société des arts.
- 1793-1804 : Londres, Royal Academy.
- 1817-1822 : Londres, Royal Academy.
- 1824 : Paris, Salon.
- 1912 : Bruxelles[8].
- 1823, 1826, 1829, 1832, 1834, 1835 : Genève[9].
- 1889 : Londres, Burlington Fine Arts Club.
- 1914 : Genève, musée Rath.
- 1924 : Vienne, Albertina.
- 1942 : Genève, musée d'Art et d'Histoire de Genève, Genève à travers les âges.
- 1956 : Genève, musée d'Art et d'Histoire de Genève[10].
- 1956-1957 : Paris, musée du Louvre, cabinet des dessins[11].
- 1960 : Delft, Prinsenhof de Delft.
- 1965 : Vienne, Albertina, Meisterwerke der europäischen Miniaturmalerei von 1750 bis 1850.
- 1965 : Édimbourg, Arts Council Gallery[12].
- 1992 : Paris, Louvre des antiquaires.
- 1995 : Bordeaux, musée des Arts décoratifs et du Design de Bordeaux, L'âge d'or du petit portrait.
- 1995 : Genève, musée de l'Horlogerie, L'âge d'or du petit portrait.
- 1996 : Paris, musée du Louvre, L'âge d'or du petit portrait.
- 1996-1997 : Pregny, château de Penthes, musée des Régiments suisses au Service étranger[13].
- 1999 : Bath, Holburne Museum of Art.
- 1999 : Lausanne, Musée historique de Lausanne, 100 ans de miniatures suisses, 1780-1880.
- 2003 : Édimbourg, Scottish National Portrait Gallery.